# Powój polny
Powój polny (Convolvulus arvensis L.) – gatunek byliny należący do rodziny powojowatych.

## Zasięg występowania
Występuje na półkuli północnej, głównie w strefie klimatu umiarkowanego, ale czasami także ciepłego. Jest pospolity w prawie całej Europie, występuje w Afryce Północnej, na obszarach Azji o klimacie umiarkowanym, a częściowo również ciepłym (Nepal, Pakistan). Rozprzestrzenia się gdzieniegdzie także poza tymi obszarami występowania. W Polsce jest pospolity na niżu i pogórzu. Status gatunku we florze Polski: gatunek rodzimy.

## Morfologia

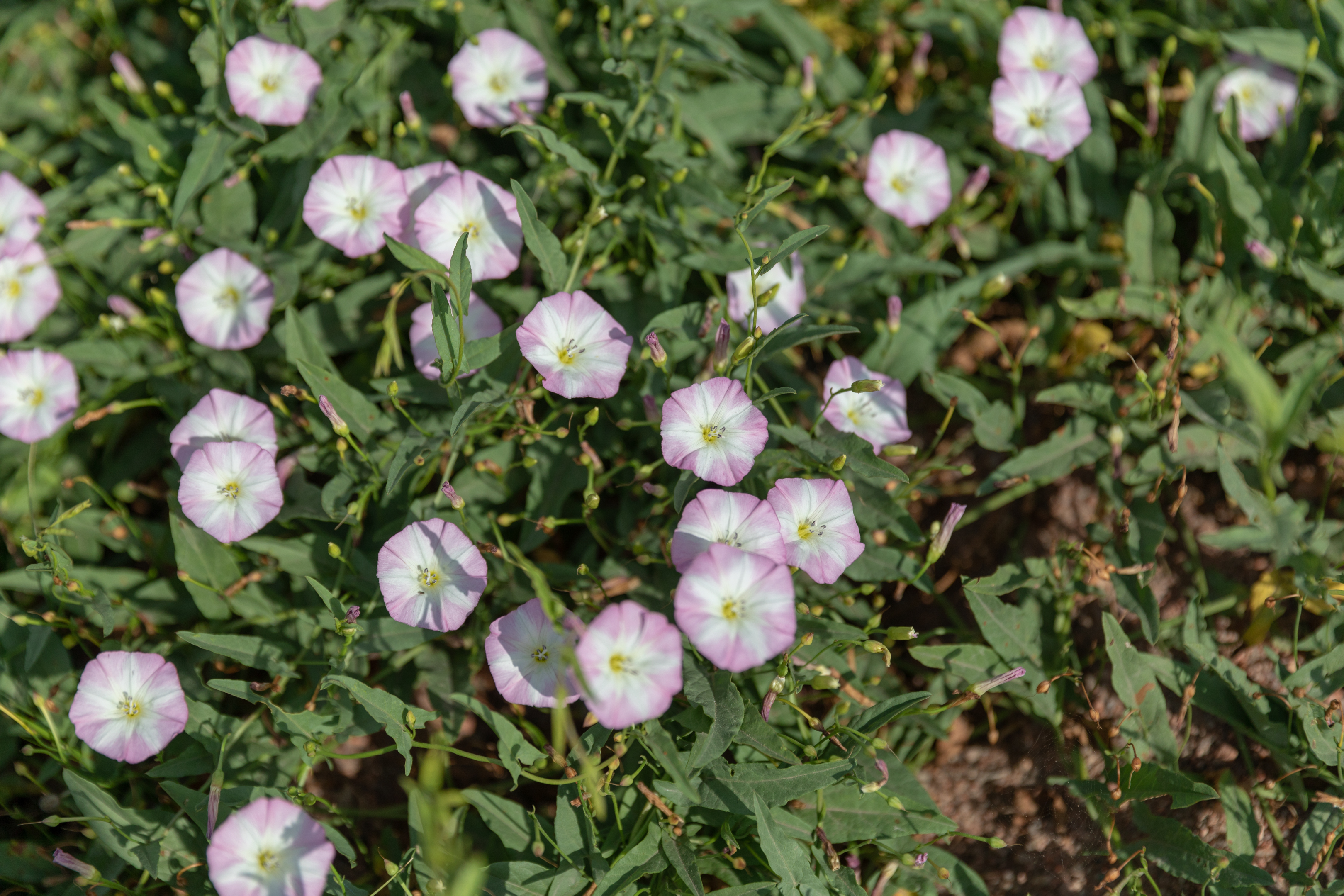
Pokrój

PokrójWytwarza długie, cienkie i elastyczne pędy. Jest rośliną płożącą się po ziemi, jeśli jednak napotka na jakieś podpory zaczyna się po nich wspinać. Naziemna część owija się wokół innych roślin czy przedmiotów zawsze w lewo.
KorzenieTworzy silnie rozwinięty system korzeniowy. Korzenie główne wrastają w głąb ziemi na 2–4 m. Odrastające od nich poziomo, na dużej głębokości korzenie boczne w odległości 1–2 m od korzenia głównego ponownie pionowo wrastają w ziemię. Na korzeniach bocznych jesienią wyrastają pączki przybyszowe, a z nich roślina tworzy nowe odrosty.
ŁodygaPełzająca lub wijąca się, długości 20-100 (wyjątkowo 200) cm. Pod ziemią roślina posiada nitkowate i rozgałęzione kłącze o długości do 2 m.
LiściePojedyncze, na długich ogonkach, jajowate o strzałkowatej lub oszczepowatej nasadzie. Ulistnienie skrętoległe.
KwiatyWyrastają na długich szypułkach z kątów liści. Mają  lejkowatą koronę, w białoróżowe smugi, albo są całkiem białe lub całkiem różowe. Kielich o suchobłoniastym, brunatnym brzegu. W pewnej odległości od kwiatu występują dwa małe podkwiatki.
OwocJajowata, zaostrzona dwukomorowa torebka zawierająca maksymalnie do 4 ciemnobrunatnych, kropkowanych nasion.
Gatunki podobne
Kielisznik zaroślowy (Calystegia sepium)

## Biologia i ekologia
RozwójHemikryptofit, czasami geofit. Kwitnie od maja do września. Kwiaty otwierają się tylko przy słońcu i przekwitają po jednym dniu. Podczas kwitnienia wydzielają zapach migdałów. Zapylane są przez motyle, słupek i pręciki dojrzewają równocześnie. Roślina miododajna. Rozmnaża się przez nasiona oraz przez kłącze. Jedna roślina wytwarza około 500 nasion. Nasiona dojrzewają w glebie, kiełkują jednak dość słabo. Bez szkody znoszą przebywanie w układzie pokarmowym ptaków, które mogą je w ten sposób przenosić na duże odległości. Zachowują zdolność kiełkowania nawet przez 20 lat. Jednak w uprawach rolnych roślina rozmnaża się głównie wegetatywnie.
SiedliskoRośnie na polach, przydrożach, terenach ruderalnych, nasypach. Występuje zarówno na glebach gliniastych, jak i na piaskach. W klasyfikacji zbiorowisk roślinnych gatunek charakterystyczny dla klasy Agropyretea, Ass. Convolvulo-Agropyretum.
Roślina trującaZiele i korzeń zawierają flawonoidy, kwas kawowy, żywice, garbniki i związki kumarynowe. Najsilniej trujące są nasiona.
Korelacje międzygatunkowePasożytują na nim niektóre gatunki grzybów: Erysiphe convolvuli wywołujący mączniaka prawdziwego, Thecaphora seminis-convolvuli, Septoria convolvuli, Stagonospora calystegiae, Ramularia convolvuli, Fusicladium convolvularum, Thecaphora seminis-convolvuli. Żerują na nim wciornastki i niektóre gatunki chrząszczy.

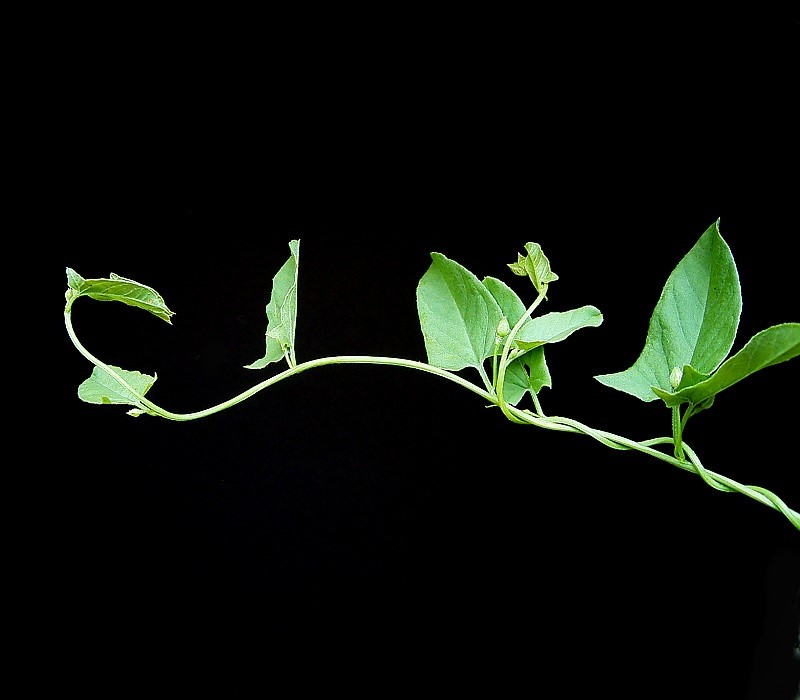
Pęd
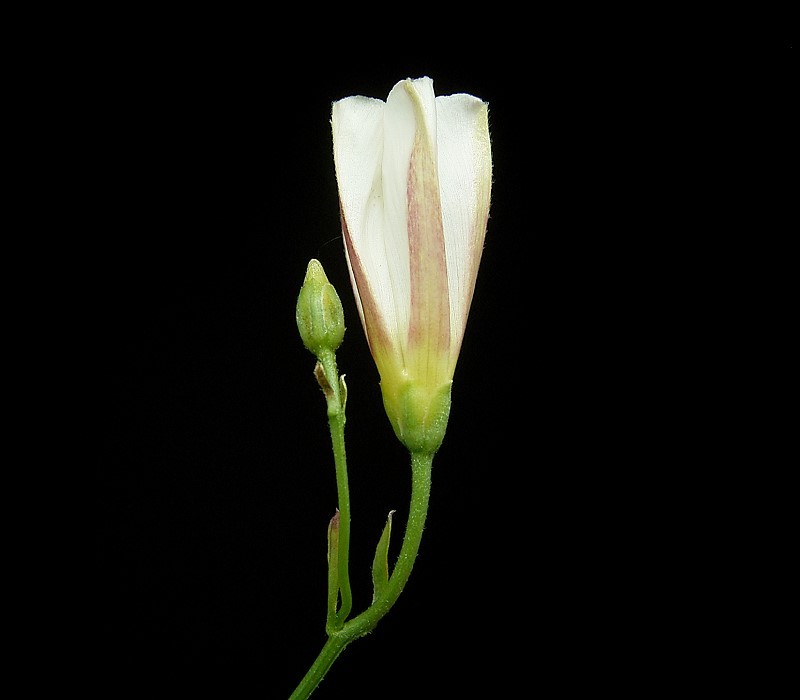
Pąk i kwiat
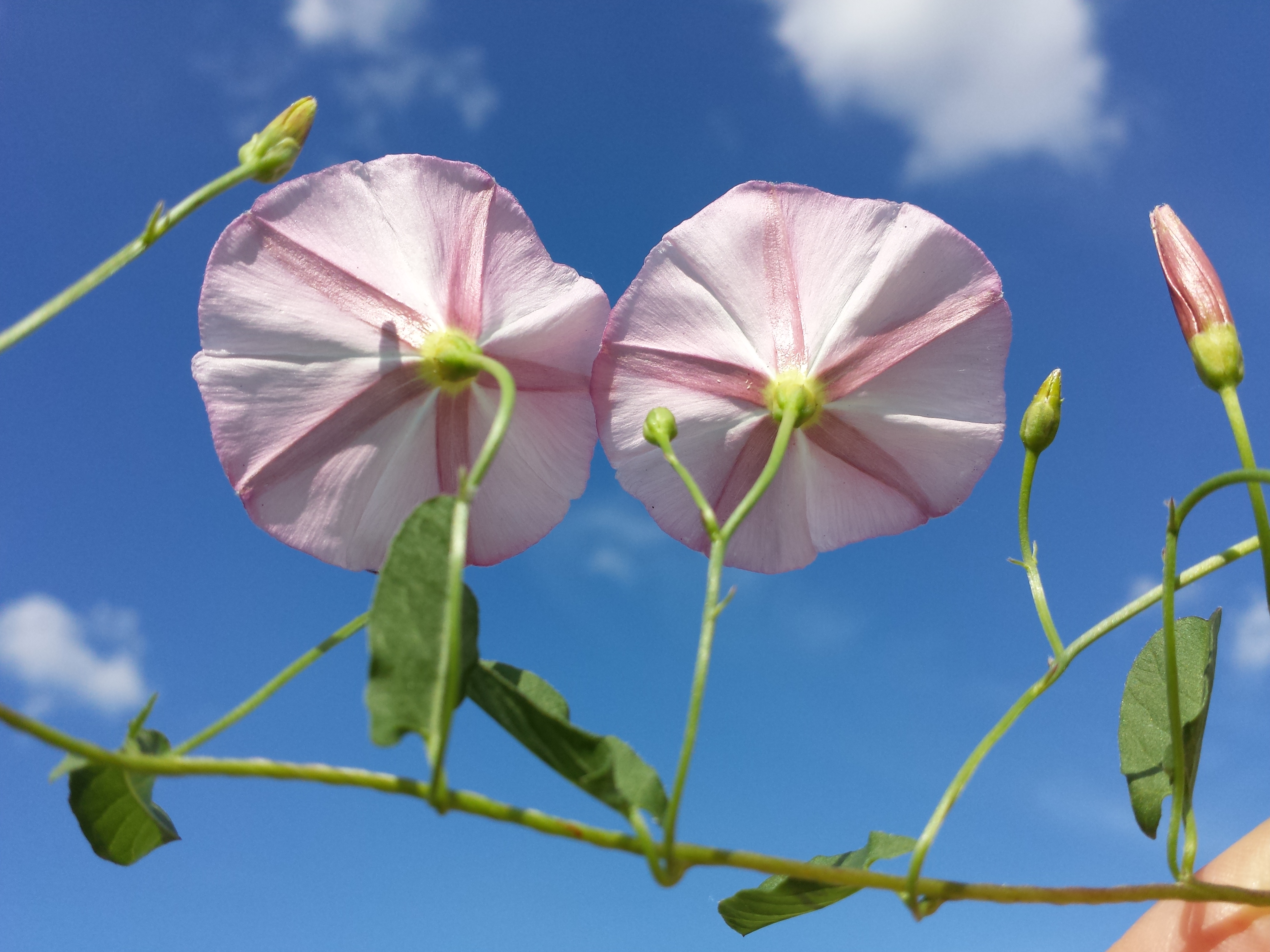
Kwiaty
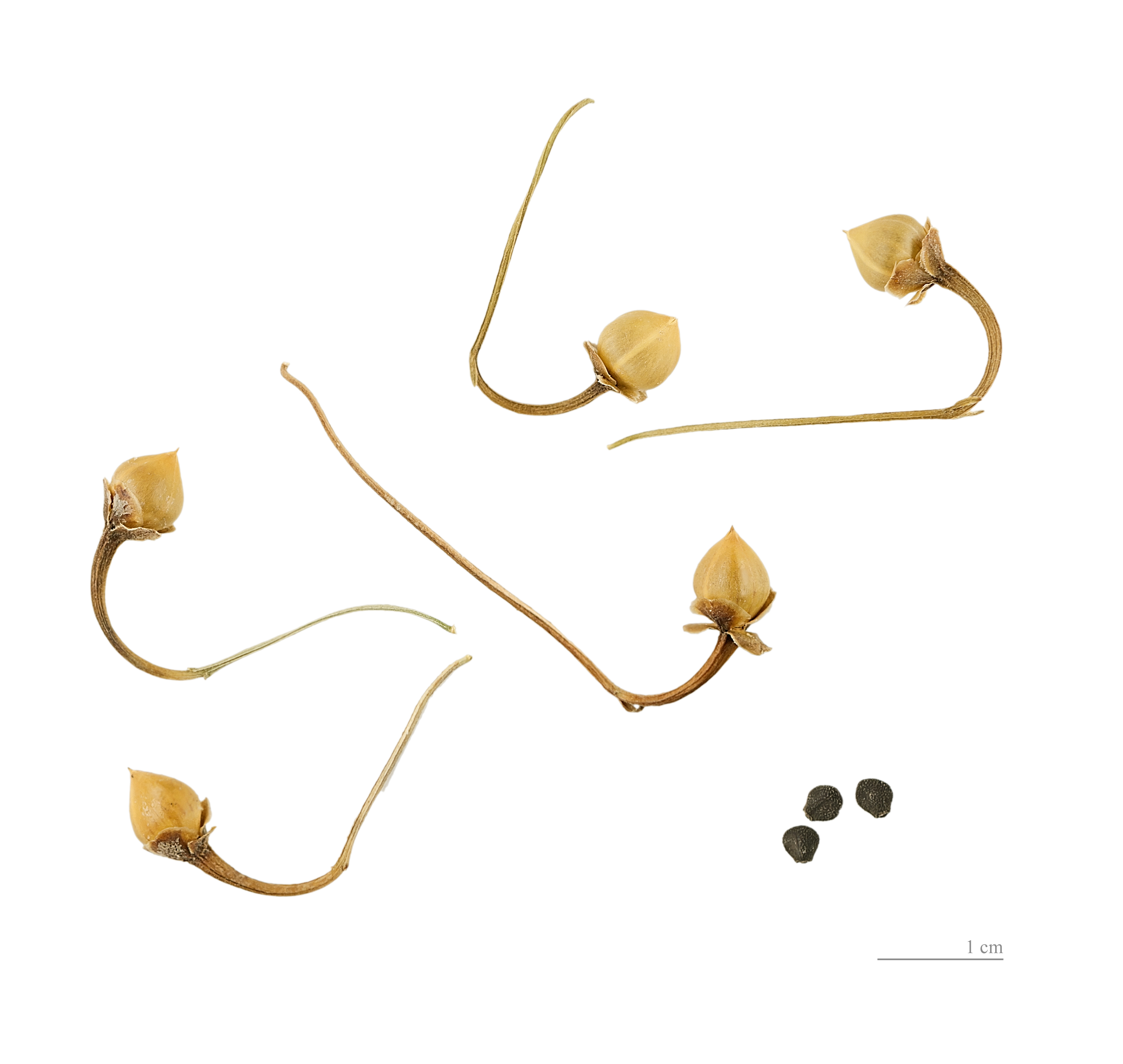
Owoce i nasiona

## Znaczenie
W uprawach rolnych jest uporczywym chwastem. Dla uprawianych roślin stanowi duże zagrożenie. Może całkowicie zagłuszyć rośliny, a obciążając łodygi zbóż powoduje ich wyleganie. Nie zuboża natomiast gleby w składniki pokarmowe, gdyż pozyskuje je z głębszych warstw gleby. Występuje głównie w uprawach kukurydzy, zbóż, a sporadycznie także buraków.
Jest trudny do wytępienia. Nawet z bardzo małego fragmentu kłącza może wyrosnąć nowa roślina. W uprawach rozmnaża się głównie przez kawałki kłącza, które są rozprzestrzeniane podczas mechanicznej uprawy gleby. Orka i inne zabiegi uprawowe tylko pobudzają go do tworzenia nowych rozłogów i wzrostu, nie niszczą go, gdyż rozłogi korzeniowe znajdują się głęboko, poza zasięgiem pługa. Mimo regularnego niszczenia odrostów roślina utrzymuje się przy życiu przez dwa lata, nim wyczerpie zgromadzone w korzeniach substancje zapasowe. W tym czasie może wytworzyć dziesiątki nowych odrostów. Jest trudny również do zwalczenia chemicznego, jest bowiem dość odporny na zawarte w herbicydach środki chemiczne. Najskuteczniejsze do chemicznego zwalczania są środki zawierające dikambę, fluroksypyr, florasulam lub tritosulfuron.

## Filatelistyka
Poczta Polska wyemitowała 5 września 1967 r. znaczek pocztowy przedstawiający powój polny o nominale 60 gr, w serii Kwiaty polne. Autorem projektu znaczka był Tadeusz Michaluk. Znaczek pozostawał w obiegu do 31 grudnia 1994 r. Powój polny pojawił się też na pierwszym znaczku tej serii o nominale 20 gr, w bukiecie kwiatów polnych.